# پراسپکت هایتس (بروکلین)
پراسپکت هایتس محله ای در شمال غربی شهر نیویورک از بخش بروکلین است. مرزهای قدیمی عبارتند از خیابان فلت‌بوش در غرب، خیابان آتلانتیک در شمال، پارک‌وی شرقی - از گرند آرمی پلازا - در جنوب و خیابان واشنگتن در شرق. در بخش شمالی پراسپکت هایتس، محوطه‌های راه آهن واندربیلت قرار دارند که به‌عنوان بخشی از پروژه پاسیفیک پارک (آتلانتیک یاردز سابق) ساخته شده‌اند. بارکلیز سنتر، محل استقرار تیم بسکتبال بروکلین نتس ان‌بی‌ای، در گوشه شمال غربی این محله در پارک پاسیفیک در خیابان های فلت‌بوش و آتلانتیک قرار دارد.
در مقایسه با سایر محله های بروکلین، پراسپکت هایتس نسبتا کوچک است و به دلیل تنوع فرهنگی و همچنین خیابان های پر درخت آن قابل توجه است. پراسپکت هایتس در طول دهه ۲۰۰۰ شاهد تغییرات جمعیتی سریعی بوده است و تغییرات آن با ترکیبی از ساختمان‌های قدیمی‌تر در حال بازسازی، ردیف‌هایی از براون استونر کلاسیک دهه ۱۸۹۰، و آپارتمان‌های لوکس نوساز کاندومینیوم است. این محله توسط حوزه ۷۷ و ۷۸ اداره پلیس نیویورک سیتی اداره می شود.